# Washington County (Minnesota)
Washington County je okres ve státě Minnesota ve Spojených státech amerických. K roku 2020 zde žilo 267 568 obyvatel. Správním městem okresu je Stillwater. Celková rozloha okresu činí 1 100 km².

## Historie
Okres byl ustanoven 27. října 1849. Jméno získal podle prvního prezidenta George Washingtona.

## Sousední okresy
| Růžice kompasu | Anoka County  | Chisago County                | Polk County, Wisconsin      | Růžice kompasu |
| Růžice kompasu | Ramsey County | Sever                         | St. Croix County, Wisconsin | Růžice kompasu |
| Růžice kompasu | Ramsey County | Washington County (Minnesota) | St. Croix County, Wisconsin | Růžice kompasu |
| Růžice kompasu | Ramsey County | Jih                           | St. Croix County, Wisconsin | Růžice kompasu |
| Růžice kompasu | Dakota County |                               | Pierce County, Wisconsin    | Růžice kompasu |